# Parafia św. Jakuba w Tuchowie
Parafia pw. św. Jakuba w Tuchowie - parafia rzymskokatolicka znajdująca się w diecezji tarnowskiej w dekanacie Tuchów. Jest najstarszą parafią w mieście. Erygowana w 1458. Oprócz miasta obejmuje wsie: Meszna Opacka i Dąbrówka Tuchowska.